# Lotus F1 Team
För stallet som deltog i Formel 1 mellan 1954 och 1994, se Team Lotus. För stallet som deltog mellan 2010 och 2011, se Caterham F1 Team.
Lotus F1 Team var ett brittiskt formel 1-stall med bas i Oxfordshire, Storbritannien. Stallet bildades när Genii Capital köpt upp Renaults formel 1-stall. Stallet debuterade 2012 under namnet Lotus F1 Team. Det verkade till och med 2015 och togs sedan över, på grund av ekonomiska problem, av Renault och blev Renault Sport Formula One Team.

## F1-säsonger
| Säsong | Tävlingsnamn  | Bil       | Motor                  | Däck | Poäng | VM-plac. | Förare 1        | Förare 2         |
| ------ | ------------- | --------- | ---------------------- | ---- | ----- | -------- | --------------- | ---------------- |
| 2012   | Lotus F1 Team | Lotus E20 | Renault RS27-2012      | P    | 303   | 4:a      | Kimi Räikkönen  | Romain Grosjean  |
| 2013   | Lotus F1 Team | Lotus E21 | Renault RS27-2013      | P    | 315   | 4:a      | Kimi Räikkönen  | Romain Grosjean  |
| 2014   | Lotus F1 Team | Lotus E22 | Renault Energy F1-2014 | P    | 10    | 8:a      | Romain Grosjean | Pastor Maldonado |
| 2015   | Lotus F1 Team | Lotus E23 | Mercedes PU106B Hybrid | P    | 78    | 6:a      | Romain Grosjean | Pastor Maldonado |

| 1. Abu Dhabi 2012 2. Australien 2013 |

| 1. Malaysia 2012 2. Spanien 2012 3. Storbritannien 2012 4. Australien 2013 5. Indien 2013 |